# 1. tanková armáda (Wehrmacht)
1. tanková armáda (německy 1. Panzerarmee) byla německá armáda za druhé světové války.

## Boje o Rostov

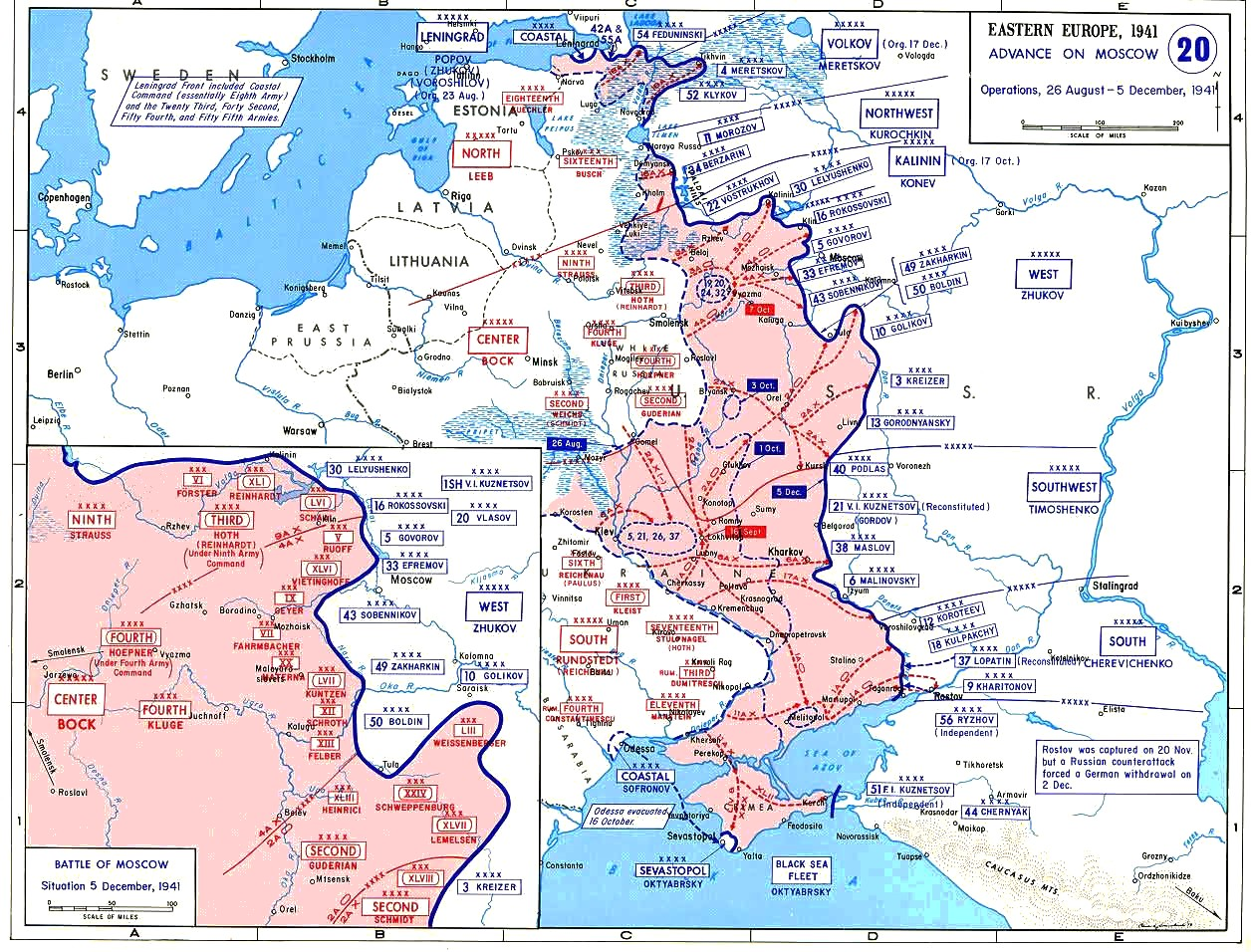
Situace na východní frontě v prosinci 1941.

K připravované operaci Barbarossa, mimo regulérních armád, byly připraveny i čtyři rychlé tankové skupiny (Kleistova 1. tanková skupina, Guderianova 2. tank. sk., Hothova 3. tank. sk. , Höpnerova 4. tanková skupina), které měly sehrát hlavní roli v bleskové válce na východní frontě. Od podzimu roku 1941 bylo uvažováno o přejmenování na stálé „tankové“ armády. Kleistova 1. tanková skupina za vítězství u Kyjeva obdržela označení 1. tanková armáda dne 25. října 1941. V té době se tato tanková armáda nacházela již hluboko na území východní Ukrajiny a měla problémy se ztrátama z minulých bojů, ale hlavně se zásobováním, které vázlo na naprosto neodhadnutých logistických potřebách německých armád hluboko v SSSR. Přes tyto problémy a rychle se blížící ruskou zimu, dostala 1. tanková armáda další úkol, měla dobýt sovětské přístavní a průmyslové město Rostov na Donu. Přes situační Kleistovu zprávu, která kritizovala další postup do SSSR s nedostatečnými prostředky, zahájila Skupina armád Jih (pod kterou Kleistova armáda spadala) postup na Charkov a Rostov na Donu. Po dalších vyčerpávajících bojích vstoupil III. motorizovaný sbor (von Mackensen) 1. tankové armády koncem prosince 1941 do Rostova. Ale logistické problémy a nápor sovětských vojsk donutil německé jednotky začátkem ledna 1942 k urychlenému ústupu z města a stáhnutí do obranných postavení na řece Mius, kde se sovětská zimní ofenzíva zastavila. Tento ústup, který nebyl posvěcen vrchním velením (Adolfem Hitlerem) znamenal odvolání generála polního maršála von Rundstedta z velení Skupiny armád Jih a silně otřásl postavením generálplukovníka Ewalda von Kleista ve funkci velitele 1. tankové armády.

## Operace Blau, boje na Kavkazu a obrat u Stalingradu

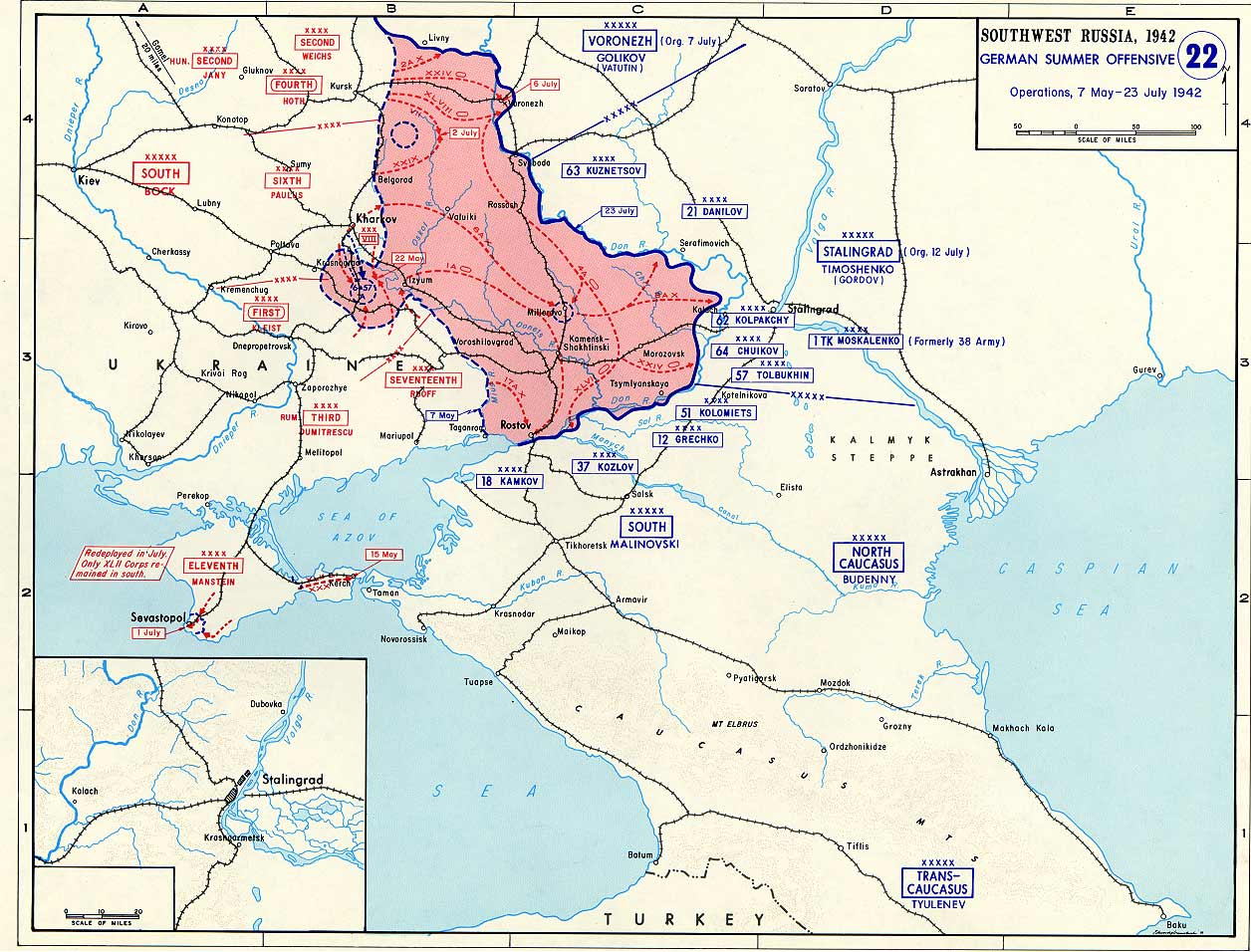
Začátek Operace Blau.

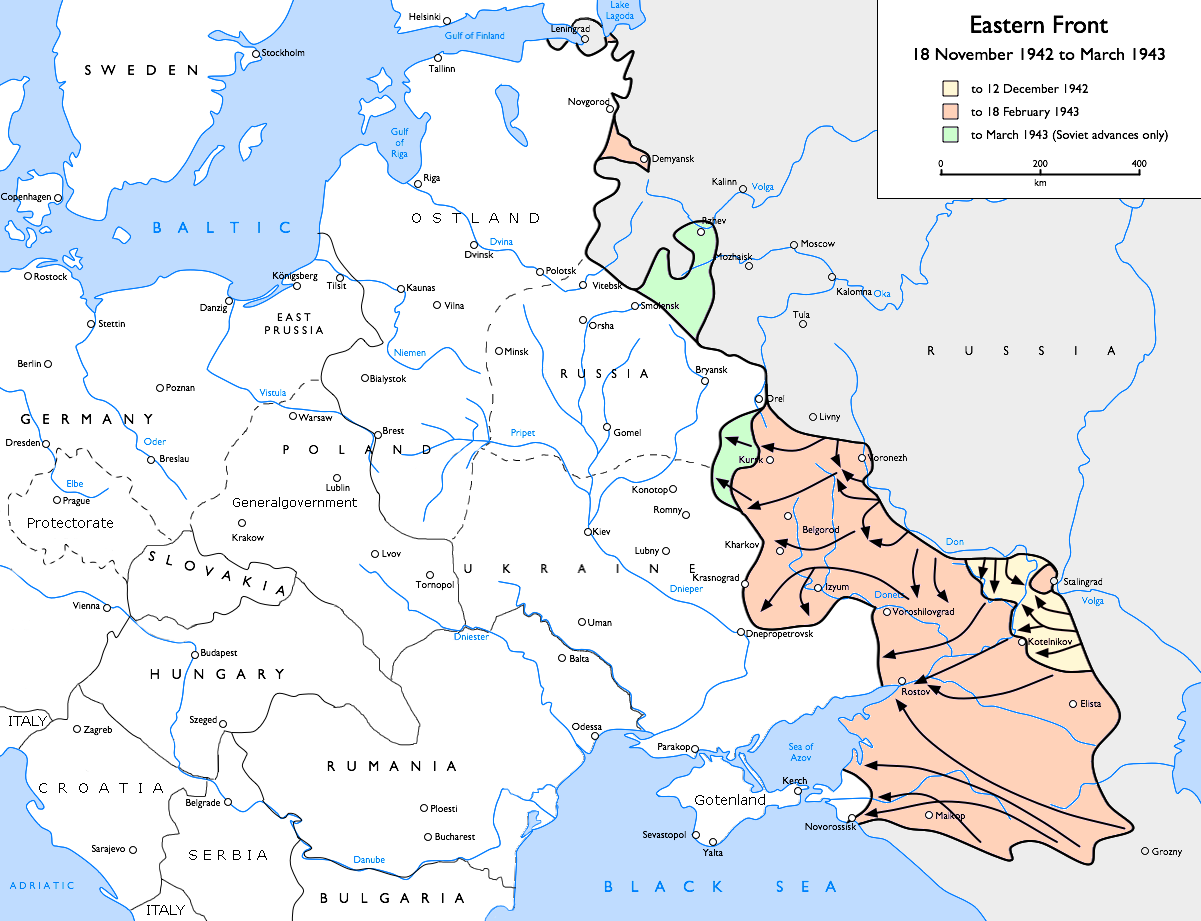
Ústup z Kavkazu.

Na léto 1942 byla naplánována nová ofenzíva s názvem Operace Blau, jejíž hlavní cíl bylo dosáhnutí ropných polí v oblasti Baku. V květnu toho roku čelila 1. tanková armáda největšímu náporu sovětských vojsk v druhé bitvě o Charkov. V druhé polovině května byly postupně všechny sovětské útoky zastaveny a německé jednotky přešly do ofenzívy, která obklíčila a zničila zbylá vojska Rudé armády v oblasti. Sovětská ofenzíva, která se roztříštila o připravené německé jednotky, otevřela cestu na znovudobytí Rostova a dalšího postupu na Kavkaz. Ale po dosažení Kavkazských roklí se objevila opět stará slabina velkých ofenzív, zásobování uvázlo téměř na mrtvém bodě, což spolu se sílícím odporem sovětských vojsk znamenalo zastavení postupu ještě před dosažením hlavního cíle ofenzívy. 1. tanková armáda tak od srpna 1942 přešla do obrany a chystala se přezimovat v podhůří Kavkazu. 19. listopad všechno změnil, toho dne přešla sovětská vojska u Stalingradu do nové ofenzívy, která později ovlivnila celou jihovýchodní frontu. O dva dny později byl von Kleist jmenován velitelem Skupiny armád A, pod kterou v té době spadala 1. tanková armáda. Novým velitelem armády byl jmenován Eberhard von Mackensen. Z počátku se nic zásadního u 1. tankové armády nezměnilo, mimo několika divizí, které byly přesunuty na sever, ke Skupině armád Don, ale již následující měsíc byla situace v Donské oblasti velmi vyhrocená. V druhé polovině prosince byl nařízen všeobecný ústup z Kavkazu na Kubáň, kde mělo zůstat německé předmostí bráněné 17. armádou. 1. tanková armáda pak byla v lednu 1943 stažena, přes Rostov na Donu na východní Ukrajinu, kde se účastnila obranných bojů a následně v únoru Mansteinovy jarní ofenzívy, která skončila znovudobytím Charkova a udržením starých obranných postaveních na řece Mius.

## Obranné boje na Ukrajině

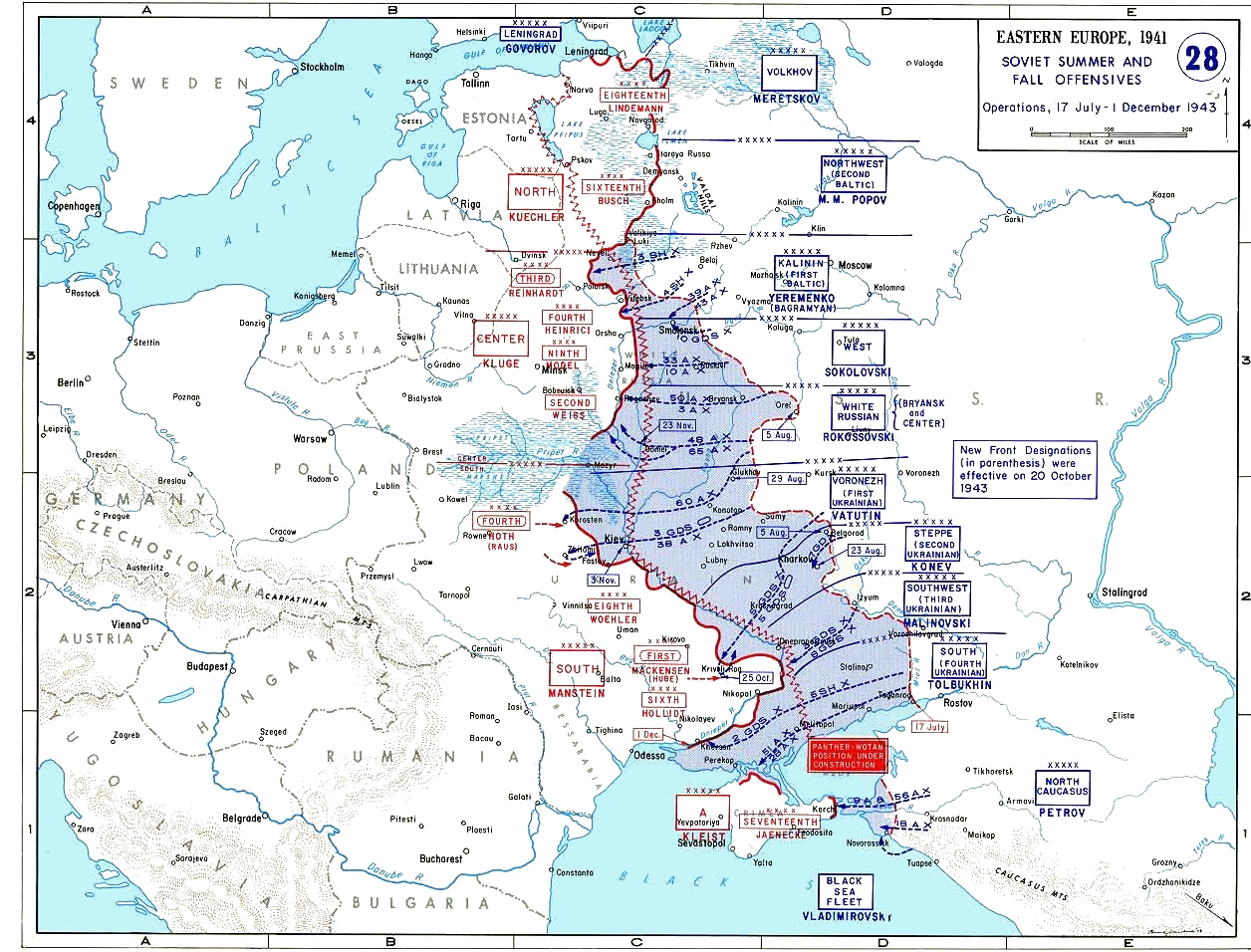
Situace na východní frontě v prosinci 1943.

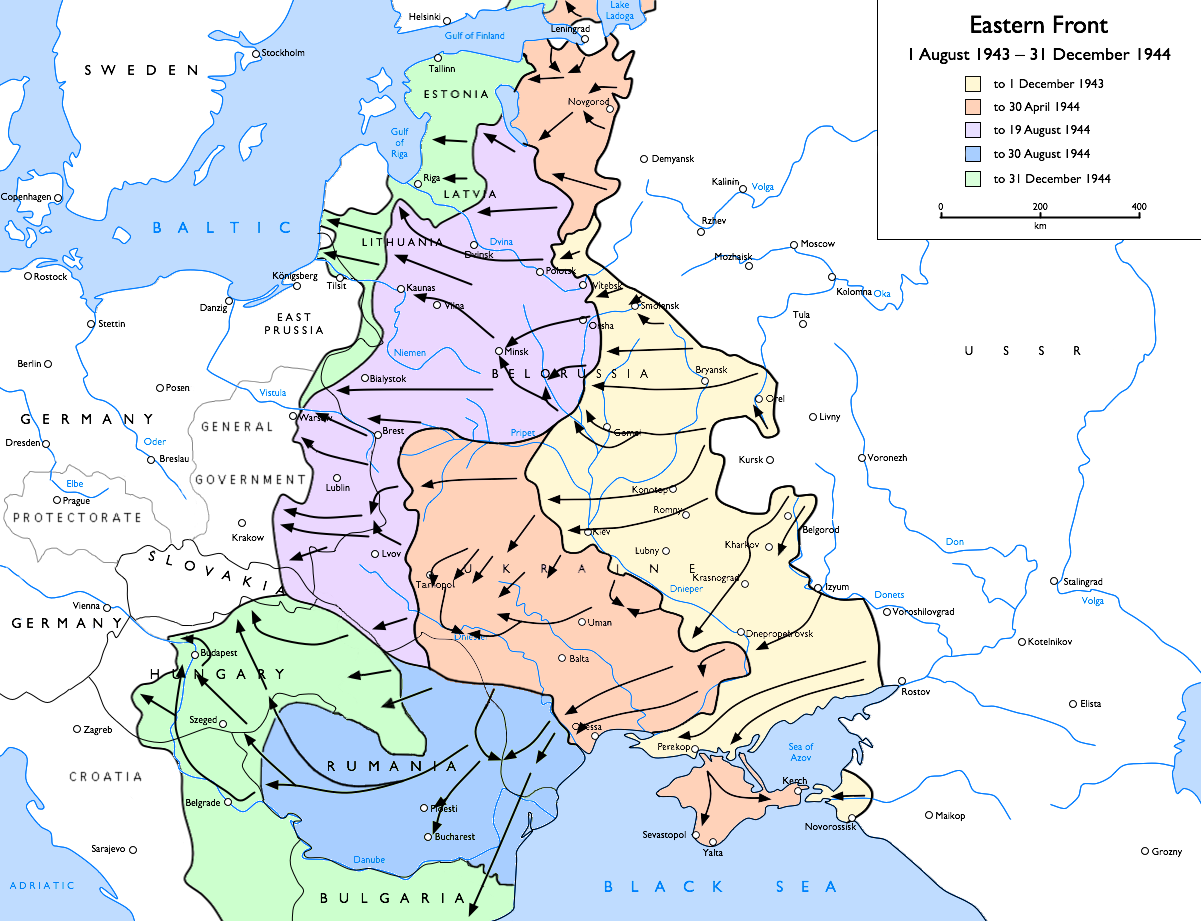
Průběh bojů z let 1943 a 1944.

Na jaře 1943 byla situace na celé východní frontě stabilní, v té době podléhala 1. tanková armáda staronové Skupině armád Jih. Na léto roku 1943 byla naplánována další nová ofenzíva s názvem operace Citadela, které se ovšem 1. tanková armáda neúčastnila. Koncem první poloviny července, kdy tato operace vrcholila, přešla sovětská vojska Jižního a Jihozápadního frontu do útoku, proti obranným postavením 6. armády a 1. tankové armády. Německá armáda, soustředěná v oblasti operace Citadela, neměla dostatečné rezervy pro nasazení na ohrožených místech na řece Mius. Po proražení linie a ústupu hlavních sil Skupiny armád Jih z Bělgorodu a následně z Charkova, bylo jasné že není v silách německých armád zastavit sovětský postup před řekou Dněpr. Po tvrdých bojích, které trvaly od července do října, se stáhla vyčerpaná 1. tanková armáda za řeku Dněpr. Ale i sovětská vojska dokázala vytvořit v pásmu 1. tankové armády předmostí na německé straně řeky, které nedokázali Němci odstranit. V té době byl generálplukovník Mackensen poslán na italskou frontu a jako velitele 1. tankové armády jej vystřídal generálplukovník Hube, veterán od Stalingradu. Ani po stáhnutí se za Dněpr neustal sovětský nápor. Brzy Sověti překonali Dněpr i na sever od Kyjeva a téměř bez boje se zmocnili města. Současně začala sovětská aktivita i na předmostí u Dněpropetrovska v pásmu 1. tankové armády, která měla udržet spojení s Nikopolskou oblastí a zároveň udržet linii s 8. armádou na severu. V lednu roku 1944 se podařilo Rudé armádě obklíčit dva německé sbory v pásmu 8. armády. I když došlo k vyproštění větší části mužů, byly oba sbory nebojeschopné a německá snaha o jejich vyproštění znamenala oslabení ostatních úseků Skupiny armád Jih. 1. tanková armáda spolu s 6. armádou byly nuceny následně vyklidit Nikopol a ustupovat dále na západ k řece Bug, kde se ovšem Němcům nepodařilo udržet. Po dalším průlomu se dostaly jednotky 1. tankové armády u Podolska do obklíčení, které ovšem následně prorazily směrem na západ ke Karpatům. Poté nápor sovětských vojsk až do začátku července ochabl, vojska 1. tankové armády se tak do té doby nacházela v oblasti západně od Tarnopolu. V dubnu byl velitel 1. tankové armády Hube na poradě v Hitlerově „orlím hnízdě“ v Obersalzbergu, při návratu jeho letadlo havarovalo po startu a generálplukovník Hube podlehl na místě zraněním. Dočasně se stal velitelem 1. tankové armády generál pěchoty von der Chevallerie, jenž byl v polovině května 1944 vystřídán Erhardem Rausem, původně velitelem 4. tankové armády.

## Boje v Karpatech a konec války

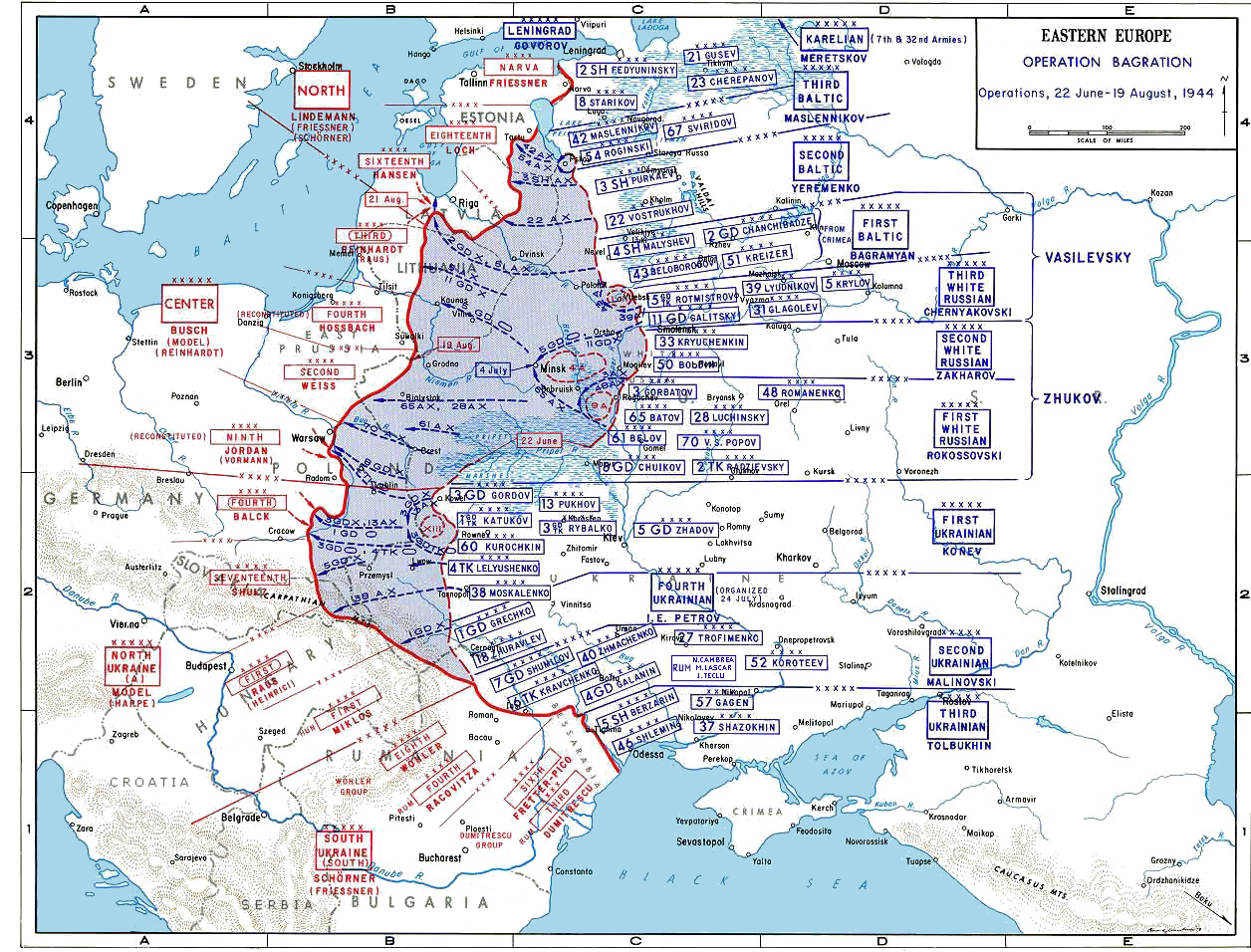
Operace Bagration a Lvovsko-sandoměřská operace v létě 1944

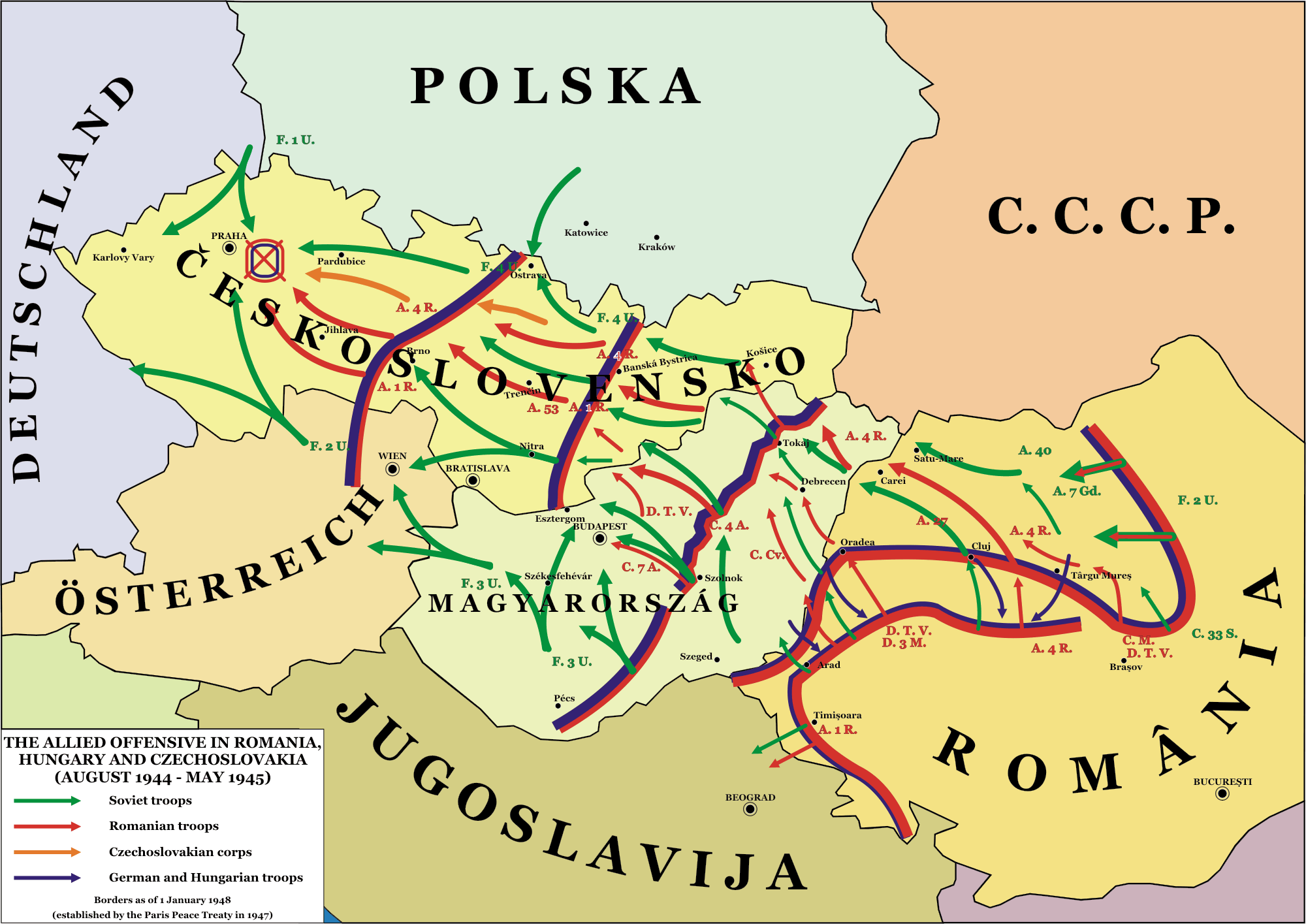
Ústup Československem 1944–1945

Po velkých ztrátách, která utrpěla 1. tanková armáda téměř po 3/4 roku těžkých bojů, od července 1943 do dubna 1944, nastalo pár klidnějších týdnů. V červnu toho roku zahájila sovětská vojska velkou operaci Bagration proti Skupině armád Střed, která znamenala de facto její zničení. Na zacelení fronty u Skupiny armád Střed bylo od Skupiny armád Severní Ukrajina včetně 1. tankové armády staženo velké množství jednotek, které zde pak chyběly. Právě na to čekala vojska 1. ukrajinského frontu, která zahájila 13. července 1944 novou ofenzívu s názvem Lvovsko-sandoměřská operace. Sovětská vojska zahnala 1. tankovou armádu až hluboko do Podkarpatské Rusi, kde se podařilo sovětský nápor v karpatských průsmycích zastavit. V polovině srpna byl na velitelském postu Erhard Raus vystřídán Gotthardem Heinricim, kterému záhy v týlu vypuklo Slovenské národní povstání. Přes svízelnou situaci německých vojsk v Karpatech se v září Heinriciho 1. tankové armádě a 1. maďarské armádě podařilo zastavit novou sovětskou Karpatsko-dukelskou operaci, která měla pomoci SNP. Této operace se účastnil na sovětské straně i 1. československý sbor. Následně během podzimu a zimy 1944–1945, bojovala vojska 1. tankové armády obranné boje na území Slovenska. V závěru války došlo ještě k střídání velitelů, když byl „obránce“ Heinrici převelen k Odře (kde měl „spasit“ Berlín před konečným dobytím), nastoupil na velitelský post jeden ze spolupracovníků Guderiana, spoluzakladatel tankové taktiky Walther Nehring, ale než válka skončila, byl ještě v dubnu vystřídán Wilhelmem Hassem. Konec války zastihl zbytky 1. tankové armády v Čechách, kde se ještě nedobrovolně účastnili bojů na Ostravsku a konečné likvidace Skupiny armád Střed, během Pražské operace.

## Data existence 1. tankové armády
25. říjen 1941 – 8. květen 1945

## Velitelé a náčelníci štábu 1. tankové armády
Velitelé
- 25. říjen 1941 – 21. listopad 1942 - generálplukovník Ewald von Kleist
- 21. listopad 1942 – 29. říjen 1943 - generálplukovník Eberhard von Mackensen
- 29. říjen 1943 – 21. duben 1944 - generálplukovník Hans Valentin Hube
- 21. duben 1944 – 18. květen 1944 - generál pěchoty Kurt von der Chevallerie
- 18. květen 1944 – 15. srpen 1944 - generálplukovník Erhard Raus
- 15. srpen 1944 – 19. březen 1945 - generálplukovník Gotthard Heinrici
- 19. březen 1945 – 3. duben 1945 - generál tankových jednotek Walther Nehring
- 3. duben 1945 – 8. květen 1945 - generál pěchoty Wilhelm Hasse

Náčelníci štábu
- 25. říjen 1941 - ?. ? 1942 - generálmajor Kurt Zeitzler
- ?. ? 1942 - ?. ? 1943 - generálmajor Ernst Fäckenstedt
- ?. ? 1943 - ?. ? 1944 - generálmajor Walther Wenck

## 1. tanková armáda k1. lednu1942
1. tanková armáda - generálplukovník Ewald von Kleist / náčelník štábu generálmajor Kurt Zeitzler
- III. motorizovaný sbor - generál jezdectva Eberhard von Mackensen
- XIV. motorizovaný sbor - generál pěchoty Gustav von Wietersheim
- IL. horský sbor - generálporučík Rudolf Konrad
- Rychlý sbor (italský) - generál zbraní Giovanni Messe

## 1. tanková armáda k30. září1942
1. tanková armáda - generálplukovník Ewald von Kleist / náčelník štábu generálmajor Ernst Fäckenstedt
- III. tankový sbor - generál jezdectva Eberhard von Mackensen
- XL. tankový sbor - generálporučík Gustav Fehn
- LII. armádní sbor - generál pěchoty Eugen Ott

## 1. tanková armáda k5. červenci1943
1. tanková armáda - generál jezdectva Eberhard von Mackensen / náčelník štábu generálmajor Walther Wenck
- XXIV. tankový sbor - generálporučík Walther Nehring
  - 17. tanková divize - generálporučík Walther Schilling
  - 23. tanková divize - generálporučík Nikolaus von Vormann
  - 5. SS-Panzergrenadier Division „Wiking“ - SS-Gruppenführer Felix Steiner
- XXX. armádní sbor - generál dělostřelectva Maximilian Fretter-Pico
  - 38. pěší divize - generálporučík Friedrich Eberhardt
  - 62. pěší divize - generálporučík Hellmuth Huffmann
  - 387. pěší divize - generálmajor Erwin Menny
- XL. tankový sbor - generál tankových jednotek Gotthard Heinrici
  - 46. pěší divize - generálporučík Arthur Hauffe
  - 257. pěší divize - generálporučík Carl Püchler
  - 333. pěší divize - generálmajor Rudolf von Tschudi
- LVII. tankový sbor - generál tankových jednotek Friedrich Kirchner
  - 15. pěší divize - generálporučík Erich Buschenhagen
  - 198. pěší divize - generálporučík Hans Joachim von Horn
  - 328. pěší divize - generálporučík Joachim von Tresckow

## 1. tanková armáda k25. prosinci1943
1. tanková armáda - generál tankových jednotek Hans Valentin Hube / náčelník štábu generálmajor Walther Wenck
- IV. armádní sbor - generál pěchoty Friedrich Mieth
- XXIX. armádní sbor - generál tankových jednotek Erich Brandenberger
- XXX. armádní sbor - generál dělostřelectva Maximilian Fretter-Pico
- XL. tankový sbor - generál horských myslivců Ferdinand Schörner
- LII. armádní sbor - generálporučík Hans Karl Scheele
- LVII. tankový sbor - generál tankových jednotek Hans Karl von Esebeck